# Þorramatur

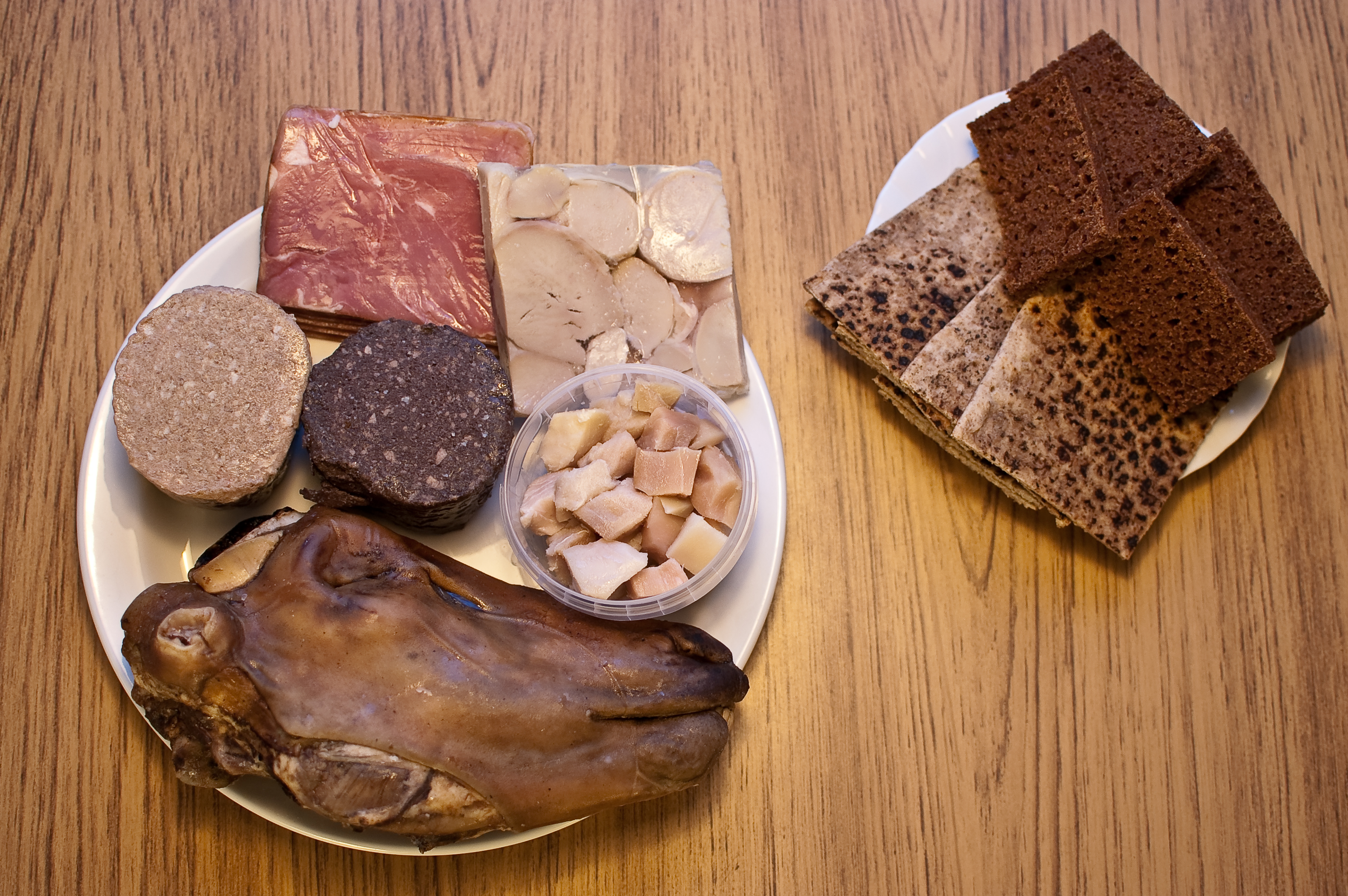
Þorramatur

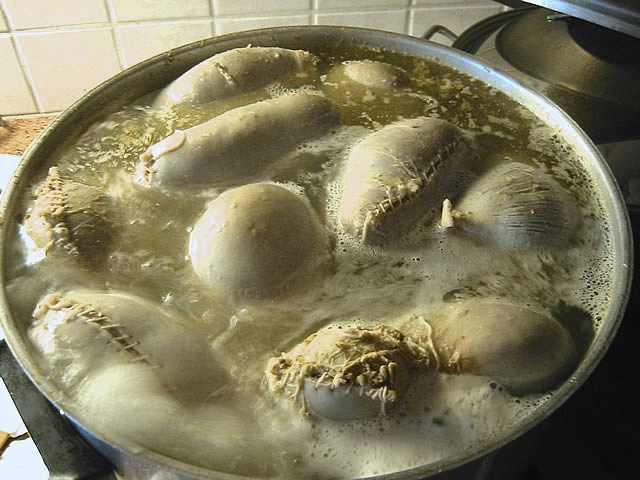
Lifrarpylsa: salsicha de fígado de ovelha.

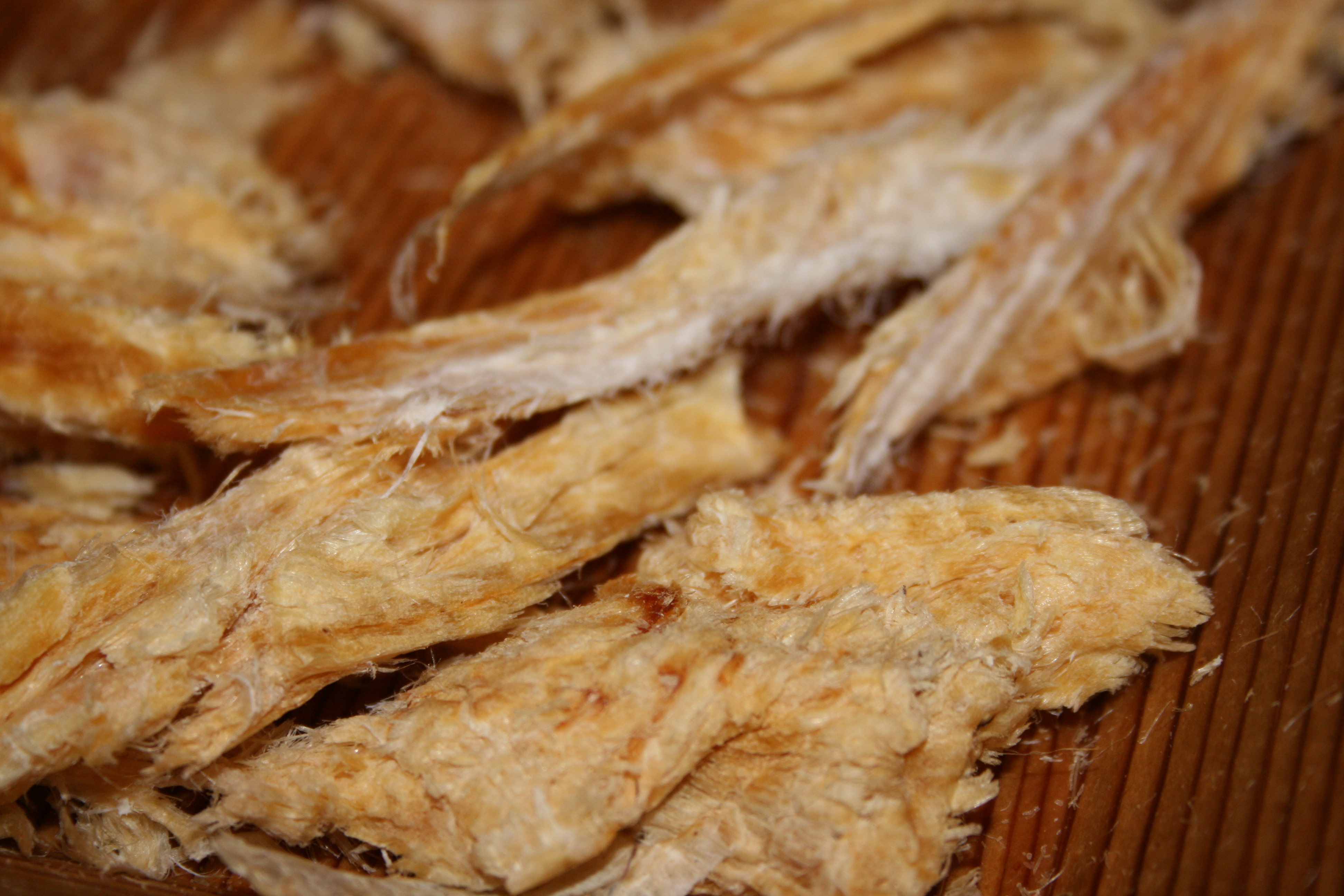
Harðfiskur: peixe seco.

Þorramatur (transliterado para português: Thorramatur; significando "comida do þorri") é um repasto tradicional da Islândia. É considerado como o prato nacional do país.
Atualmente, o  þorramatur é sobretudo consumido no mês þorri do antigo calendário nórdico, em Janeiro e Fevereiro, em particular no banquete de meados do Inverno, denominado Þorrablót (ou Thorrablot), em honra da antiga cultura.
Neste prato, o ingrediente base é a cabeça de ovelha.

## Pratos
O Þorramatur é, na realidade, constituído por diversos pratos diferentes, incluindo:
- Kæstur hákarl, tubarão podre
- Súrsaðir hrútspungar, escroto de carneiro curado, incluindo testículos
- Svið, cabeças de ovelha
- Sviðasulta, uma conserva de svið
- Lifrarpylsa, salsicha de fígado de ovelha, feita com Vísceras (também conhecida como slátur, que significa matança)
- Blóðmör, gordura de sangue, uma espécie de sarrabulho
- Harðfiskur, peixe seco (bacalhau e arinca, entre outros), servido com manteiga
- Rúgbrauð (pão de centeio), um pão de centeio tradicional da Islândia
- Hangikjot, (carne pendurada), normalmente borrego fumado
- Lundabaggi, gordura de borrego
- Selshreifar, barbatana de foca (ocasionalmente: apenas se as focas forem caçadas pelos anfitriões)

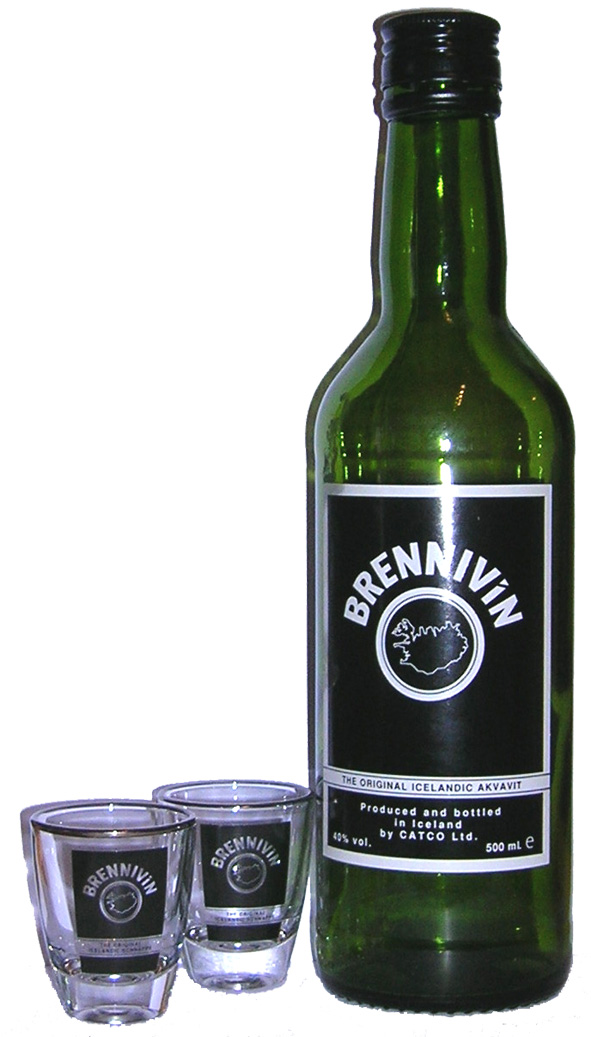
Brennivín.

Durante o mês de þorri, são bastante populares as refeições de þorrimatur na Islândia. Em Reiquiavique e noutras cidades, muitos restaurantes servem-no durante todo o período, quase sempre em travessas de madeira, chamadas trog. Nestas reuniões, a bebida islandesa Brennivín é frequentemente consumida em abundância.